# Catastrophine
 (janvier 2021).
La mise en forme du texte ne suit pas les recommandations de Wikipédia : il faut le « wikifier ».
Les points d'amélioration suivants sont les cas les plus fréquents :
- Les titres sont pré-formatés par le logiciel. Ils ne sont ni en capitales, ni en gras.
- Le texte ne doit pas être écrit en capitales (les noms de famille non plus), ni en gras, ni en italique, ni en « petit »…
- Le gras n'est utilisé que pour surligner le titre de l'article dans l'introduction, une seule fois.
- L'italique est rarement utilisé : mots en langue étrangère, titres d'œuvres, noms de bateaux, etc.
- Les citations ne sont pas en italique mais en corps de texte normal. Elles sont entourées par des guillemets français : « et ».
- Les listes à puces sont à éviter, des paragraphes rédigés étant largement préférés. Les tableaux sont à réserver à la présentation de données structurées (résultats, etc.).
- Les appels de note de bas de page (petits chiffres en exposant, introduits par l'outil «  Source ») sont à placer entre la fin de phrase et le point final[comme ça].
- Les liens internes (vers d'autres articles de Wikipédia) sont à choisir avec parcimonie. Créez des liens vers des articles approfondissant le sujet. Les termes génériques sans rapport avec le sujet sont à éviter, ainsi que les répétitions de liens vers un même terme.
- Les liens externes sont à placer uniquement dans une section « Liens externes », à la fin de l'article. Ces liens sont à choisir avec parcimonie suivant les règles définies. Si un lien sert de source à l'article, son insertion dans le texte est à faire par les notes de bas de page.
- La présentation des références doit suivre les conventions bibliographiques. Il est recommandé d'utiliser les modèles {{Ouvrage}}, {{Chapitre}}, {{Article}}, {{Lien web}} et/ou {{Bibliographie}}. Le mode d'édition visuel peut mettre en forme automatiquement les références.
- Insérer une infobox (cadre d'informations à droite) n'est pas obligatoire pour parachever la mise en page.

Pour une aide détaillée, merci de consulter Aide:Wikification.
Si vous pensez que ces points ont été résolus, vous pouvez retirer ce bandeau et améliorer la mise en forme d'un autre article.
 (janvier 2021).
La catastrophine (protéine liée aux catastrophes) est un terme utilisé pour décrire les protéines associées au désassemblage des microtubules. Les catastrophines affectent le raccourcissement des microtubules, un processus connu sous le nom de catastrophe des microtubules.

## Présentation de la dynamique des microtubules
Les microtubules sont des polymères de sous-unités de tubuline disposées dans des tubes cylindriques. La sous-unité est composée d'alpha et de bêta tubuline. Le GTP se lie à l'alpha tubuline de manière irréversible. La bêta-tubuline se lie au GTP et s'hydrolyse en GDP. C'est le GDP lié à la bêta-tubuline qui régule la croissance ou le désassemblage du microtubule. Cependant, ce GDP peut être déplacé par le GTP. La bêta-tubuline liée à la GTP est décrite comme ayant un capuchon GTP qui permet une croissance stable.
Les microtubules existent dans un état stable ou instable. La forme instable d'un microtubule se trouve souvent dans les cellules qui subissent des changements rapides tels que la mitose. Elle existe dans un état d'instabilité dynamique où les filaments se développent et rétrécissent apparemment au hasard. Une compréhension mécaniste des causes du rétrécissement des microtubules est encore en cours de développement.

## Modèle de catastrophe
Un modèle propose que la perte du plafond GTP entraîne une contraction des protofilaments contenant le GDP. Sur la base de ce modèle GTP-cap, la catastrophe se produit de manière aléatoire. Le modèle propose qu'une augmentation de la croissance des microtubules sera corrélée à une diminution de la fréquence des catastrophes aléatoires ou vice versa. La découverte de protéines associées aux microtubules qui modifient le taux de catastrophe sans avoir d'impact sur le taux de croissance des microtubules remet en question ce modèle de croissance et de rétrécissement stochastiques.

### Catastrophines qui augmentent la catastrophe
Il a été démontré que l'oncoprotéine 18/Stathmin augmente la fréquence des catastrophes.
La protéine XKCM1 liée à la kinésine stimule les catastrophes dans les microtubules de Xenopus.
La protéine associée à la kinésine 13 MCAK augmente la fréquence des catastrophes sans affecter la promotion de la croissance des microtubules.

### Catastrophines qui inhibent la catastrophe
La doublecortine (DCX) montre une capacité à inhiber la catastrophe sans affecter le taux de croissance des microtubules 
Xenopus Microtubule Protein 215 (XMAP215) a été impliqué dans l'inhibition de la catastrophe.

### Mécanismes des catastrophines
Certaines catastrophines affectent la catastrophe en se liant aux extrémités des microtubules et en favorisant la dissociation des dimères de tubuline.
Différents modèles mathématiques de développement de microtubules sont en cours de développement pour prendre en compte les observations in vitro et in vivo. Parallèlement, il existe de nouveaux modèles in vitro de la dynamique de polymérisation des microtubules, auxquels participent les catastrophines, en cours de test pour émuler les comportements in vivo des microtubules.